# Бэйтоу

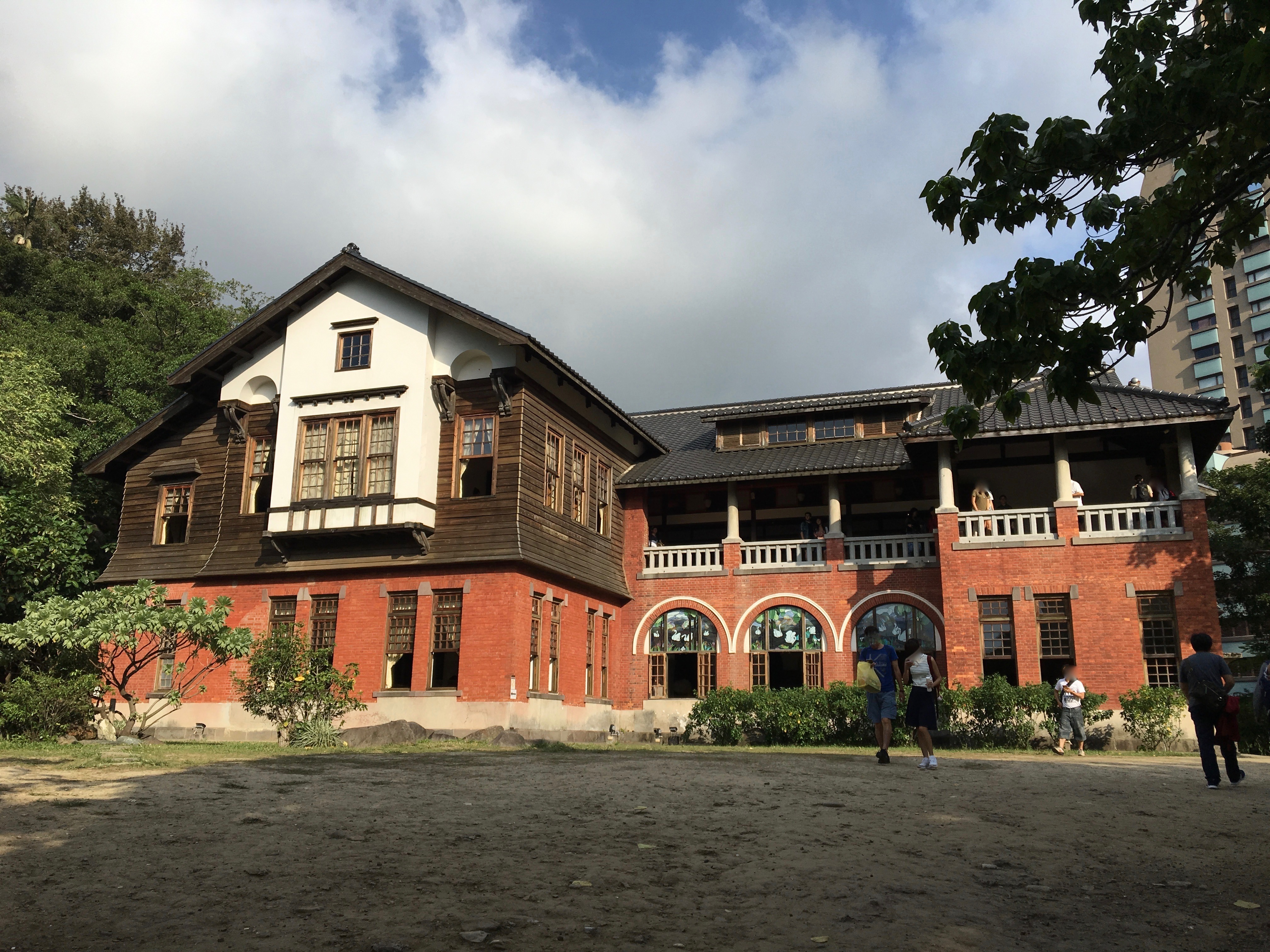
Музей горячих источников в Бэйтоу

Бэйтоу (трад. кит.: 北投區; пиньинь: Běitóu Qū) — самый северный из 12 районов г. Тайбэй, Тайвань. Бэйтоу знаменит своими горячими источниками. Это популярная рекреационная зона для жителей Тайбэя и окрестностей. Историческое произношение названия района — «Пэйтоу» — происходит из кетагаланского слова Patauw, означающего «ведьма», поскольку полагали, что источники являются обиталищем колдуний.

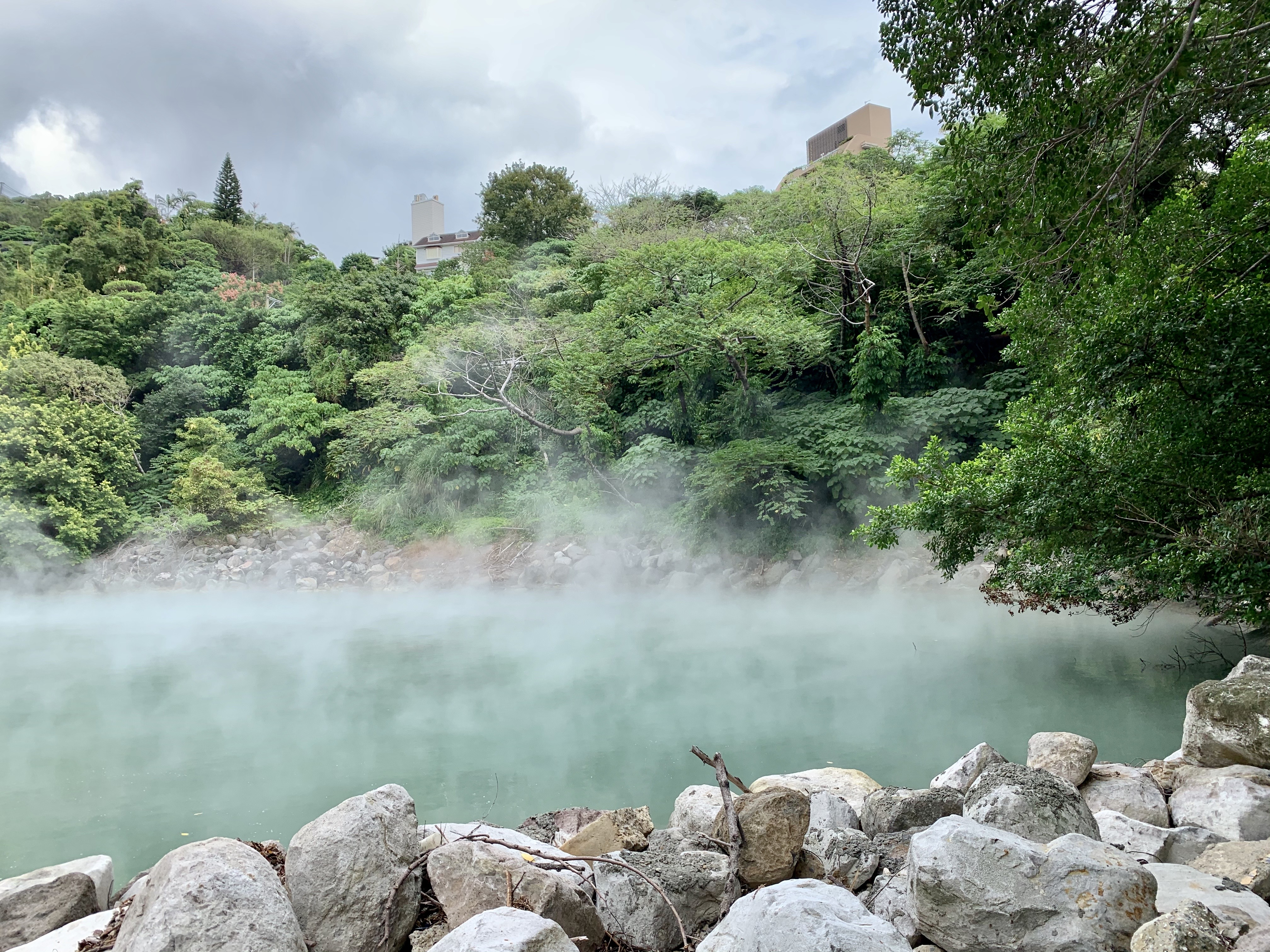
Геотермальные источники в районе Бэйтоу

Горячие источники являются следствиями геотермической активности в Датунской вулканической зоне, простирающейся в горном массиве вдоль северного побережья Тайваня от Цзиншаня до Бэйтоу. В этой зоне располагаются более 30 геотермальных источников.
Первый геотермальный курорт «Тэнъюань» был организован в Бэйтоу в 1896 г. Хирато Гэнго, японским бизнесменом из Осаки. В 1913 году японская колониальная администрация построила общественные бани, проект которых был создан по образцу онсэна в Идзу (полуостров) в Японии. Это были крупнейшие бани в Восточной Азии, общая площадь двухэтажного здания в викторианском стиле составляла 2300 м². Сейчас в здании бывших общественных бань, 20 февраля 1997 года вошедших в перечень исторических мест Тайваня, расположен Музей горячих источников Бэйтоу.
Бэйтоу считается родиной накаси — исполнительской традиции рабочего класса.